# Шеїн Олексій Семенович

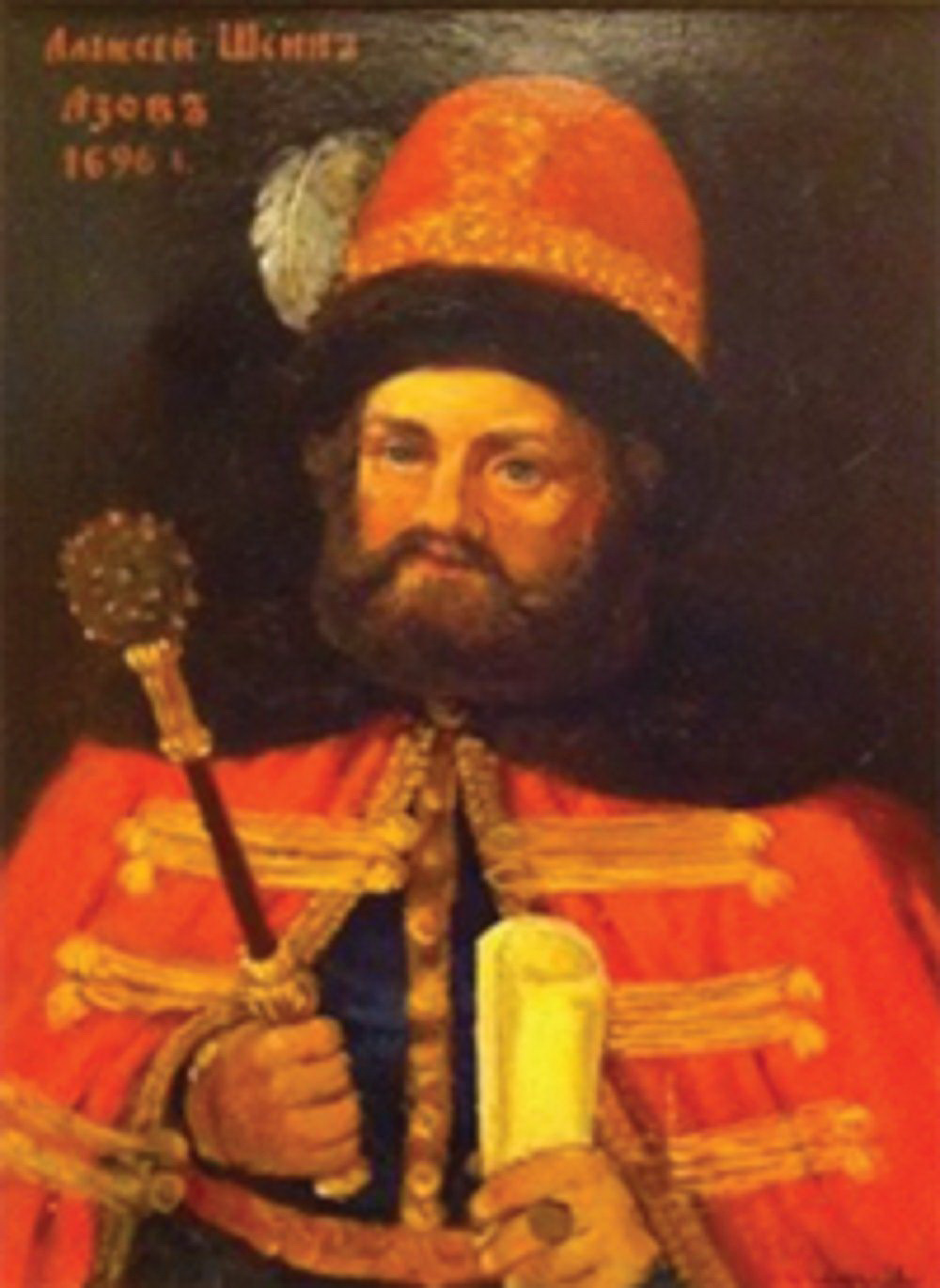
Олексій Шеін

Олексі́й Семе́нович Ше́їн (серпень 1652 — 12 лютого 1700) — московський полководець, воєвода, боярин (з 1682 р.), ближній боярин (з 1695 р.), перший московський генералісимус (з 1696 р.).
Останній представник боярського роду Шеїних. Єдиний син стольника Семена Івановича Шеїна, правнук Михайла Шеїна, страченого за звинуваченням у зраді в 1634 році.
У 1680–1681 рр. — воєвода у Тобольську, у 1683–1684 рр. — в Курську.
Брав участь у Кримських походах 1687 і 1689 рр. Був головнокомандувачем під час другого спільного походу московських і українських військ на Азов, а потім керував укріпленням міста і відбив напади кримських татар і ногайців на Азов (1697).
Під час першої подорожі Петра І за кордон був призначений головним командувачем московської армії та очолював воєнні прикази — Пушкарський, Іноземний, Рейтарський.
1698 — придушив повстання стрільців у Москві.